# Samtschaft
Samtschaft, eine Begriffsprägung von Ferdinand Tönnies, bezeichnet in der Soziologie im Gegensatz zum Kollektiv formal nicht organisierte Großgruppierungen von Akteuren mit gemeinsamen, prägenden Merkmalen. Samtschaften können jedoch über formal organisierte Einheiten (Verbände) verfügen. Beispiele wären etwa die Sorben, die Protestanten, die Strafgefangenen, die Jugend.